# Araguaína Futebol e Regatas
Maillots
Le Araguaína Futebol e Regatas est un club brésilien de football basé à Araguaína dans l'État du Tocantins.

## Palmarès
- Championnat de l'État du Tocantins
  - Champion : 2006, 2009
- Championnat d'État de deuxième division Tocantins
  - Champion : 2012, 2017